# Коста Мингов
Коста Атанасов Мингов е български революционер и политик, деец на Вътрешната македонска революционна организация (обединена) и на Българската комунистическа партия.

## Биография
Коста Мингов е роден на 16 март 1906 година в зъхненското село Горенци, което тогава е в Османската империя, в семейството на дееца на Вътрешната македоно-одринска революционна организация Атанас Мингов, съратник на Яне Сандански. В 1918 година, след края на Първата световна война и изтеглянето на българските войски от Зъхненско, семейството на Мингов емигрира в Свободна България и се установява в пазарджишкото село Башикърово. Коста Мингов става тютюноработник в Пловдив, къдено попада в среда на комунистически активисти. В 1928 година семейството се мести в Неврокоп, където Мингов също работи като тютюноработник и също развива профсъюзна дейност. В 1931 година става член на ВМРО (обединена). Участва в няколко конференции на организацията, организирани от Симеон Кавракиров и други. В 1935 година е арестуван от полицията и измъчван. В 1937 година става член на БКП. Затворен е в лагера Кръстополе.
Умира от заболяване вследствие на побоите на 31 август 1943 година.